# Йордан Тренков
Йордан Христов Тренков с псевдоним Иван е български учител и революционер, деец на Вътрешната македоно-одринска революционна организация и на Върховния македоно-одрински комитет.

## Биография
Роден е в 1880 година в град Прилеп, който тогава е в Османската империя. Брат е на Петър Тренков. В 1898 година завършва с тринадесетия випуск Солунската българска мъжка гимназия. От 1899 до 1903 година учителства в родния си град. Влиза в Революционното братство в Солун. След разформироването му влиза във ВМОРО и оглавява един от двата лагера сред прилепските дейци на организацията, като другият се оглавява от Петър Ацев.
В 1903 година е делегат на Смилевския конгрес, който го определя за член на Прилепското горско началство. През юни 1903 година е арестуван от властите, но успява да избяга от затвора. Участва в Илинденско-Преображенското въстание.
След потушаването на въстанието е сред малкото ръководни дейци, които остават в районите си и е нелегален началник на околийския комитет на ВМОРО в Прилеп до края на 1904 година. Делегат е на Прилепския конгрес през май-юни 1904 година, който му възлага борбата с новопоявилата се Сръбска пропаганда в Македония в Азот. На конгреса поддържа децентрализаторското реформистко крило на Пере Тошев и Гьорче Петров, докато Петър Ацев подкрепя централизаторското около Даме Груев. В Прилеп е в конфликт с Петър Мърмев, Никола Биолчев, Антон Димитров и други.
През 1905 – 1906 година е секретар във върховистката чета на поручик Любомир Стоенчев в Петричко.
В 1908 година завършва история в Загребския университет.
В 1911 година завършва история в Софийския университет.
При избухването на Балканската война в 1912 година Тренков е доброволец в Македоно-одринското опълчение и служи в 4 рота на 6 охридска дружина. През войната е назначен за началник на Кюстендилския разузнавателен пункт.
През Първата световна война е български окръжен управител в Призрен.
Пише в списание „Македония“ и в „Македонски бюлетин“. Между 1922 и 1947 година е в ръководството на шуменския клон на Илинденската организация. Същевременно е председател на Шуменското македонско благотворително братство.
Умира на 6 декември 1960 година в Русе.
Синът му Христо Тренков (1912 – 1971) е виден български библиограф.
- Грамота за връчване на сребърния кръст с мечове на ордена „Свети Александър“ от цар Фердинанд I, 26 септември 1913 г.
- Грамота за връчване на войнишкия кръст IV степен на ордена „За храброст“ от цар Фердинанд I, 26 септември 1913 г.
- Свидетелство за участие в Македоно-одринското опълчение, 1914 г.
- Грамота за връчване на кавалерския кръст с корона на ордена „За гражданска заслуга“ от цар Борис III, 3 октомври 1938 г.
- Грамота от премиера и министър на народното просвещение Богдан Филов, септември 1940 г.